# Деномінація (релігія)
Деномінація (від латинського «перейменування») – окрема, автономна гілка християнської церкви, у радянському та пострадянському релегієзнавстві термін деномінація був інтерпретований як проміжний тип релігійної організації між сектою та церквою . Відповідно до цієї інтерпретації залежно від характеру утворення і тенденцій еволюції він може поєднувати риси церкви і секти. Від церкви запозичується відносно висока система централізації та ієрархічний принцип керування, відмова від політики ізоляціонізму, визнання можливості духовного прогресу, порятунку душі для всіх віруючих тощо. З сектою її зближує принцип добровільності, сталості і суворості контролю за членством, претензія на винятковість установок і цінностей, ідея богообраності. Яскравим прикладом деномінацій є конфесії в межах базових ланок релігійної системи. Наприклад, адвентисти, баптисти, кальвіністи, п'ятидесятники – це конфесії протестантизму; до православ'я себе відносять такі деномінації, як дохалкідонська, давньосхідна православна, халкідонська тощо.